# Liebner János
Liebner János (Budapest, 1923. július 26. – Linz, 2015. május 20.) magyar gordonkaművész, zenetörténész, kritikus, zenetudós.

## Életpályája
1930-tól csellóleckéket kapott, először magánúton, majd a budapesti konzervatóriumban. Ezzel egy időben kamarazenét és zeneszerzést kezdett tanulni Lajtha Lászlónál (1941–1943), majd a Párizsi Konzervatóriumban Maurice Marechal, Pierre Fournier, Paul Tortelier és Joseph Calvet mellett. 1947–1985 között a Budapesti Filharmonikusok és a Magyar Állami Operaház vezető csellistája, a Magyar Rádió Szimfonikus Zenekarának szólócsellistája, valamint a Berlini Állami Operaház vezető csellistája volt, ahol hat évig dramaturgként is dolgozott. 1969-től a linzi Bruckner Zenekar és az ORF Kamarazenekar vezető csellistája volt. Ezzel egyidejűleg megkezdte tudományos és újságírói tevékenységét. Az 1945–1989 közötti években mintegy 1000 szöveget és kritikát írt hazai és külföldi újságokba és folyóiratokba. 1957-től kezdve egyre többet foglalkozott a barokk hangszerrel, a barytonnal, amely körülbelül egy évszázada feledésbe merült.

### Munkássága
Az Irodalmi Újság kulturális folyóirat zene-, opera- és balettkritikusa, az Opera London tudósítója volt, több tucatnyi esszét írt a Revue Musical Suisse, a The Consort London, a Muzsika Budapest számára, főként Mozartot, Verdit, Puccinit érintő operadramaturgiai kérdésekről. A Mozart a színpadon című monográfia szerzője, amely három kiadásban jelent meg. Három magyarországi és három ausztriai kamarazenei együttes alapítója és vezetője volt. Itthon és külföldön koncertezett, rádió- és televíziófelvételeket és hangfelvételeket készített. A következő három évtizedben (1957-től) 200 hagyományos és mintegy tucatnyi kortárs kompozícióból álló repertoárt épített fel. Előadás- és koncertkörutakkal járta be Európát és a tengerentúlt. Előadásokat és kurzusokat tartott Nagy-Britanniában, Ausztráliában és Japánban, és időnként a műfaj egyetlen nemzetközileg aktív képviselője volt. Rádiójátékok, televíziós és filmforgatókönyvek, operalibrettók és zenei vetélkedők szerzője is volt. Operákat rendezett, több novellát, egy Shakespeare-történetet és verseket írt.

## Magánélete
Feleségével, Ágnessel (?-2015. február 17.) egy koncerténekesnővel Linzben élt. Ott halt meg nem sokkal később; május 20-án.

## Fordítás
- Ez a szócikk részben vagy egészben  a   János Liebner című német Wikipédia-szócikk ezen változatának fordításán alapul.  Az eredeti cikk szerkesztőit annak laptörténete sorolja fel. Ez a jelzés csupán a megfogalmazás eredetét és a szerzői jogokat jelzi, nem szolgál a cikkben szereplő információk forrásmegjelöléseként.